# The saddest song of all
The saddest song of all is een lied van Doug Ashdown. Het verscheen in mei 1970 op een single met op de B-kant het nummer Georgetown. De single was de eerste hit van betekenis voor Ashdown. Het bereikte nummer 53 van de Australische Go-Set Singles Chart en kende lokaal enkele hoge noteringen, zoals nummer 3 in Brisbane en nummer 12 in Adelaide. Daarnaast verscheen het in Nieuw-Zeeland en de VS.
Ashdown schreef het samen met Jimmy Stewart die ook zijn elpee The age of mouse (1970) produceerde met onder meer dit nummer. In 2004 verscheen het nogmaals op zijn verzamelalbum Career collection 1965-2000.